# Eskildsgade
Eskildsgade er en gade på Indre Vesterbro i København. Gaden som er opkaldt efter Ærkebiskop Eskil (ca. 1100 – ca. 1180) går mellem Svendsgade og Halmtorvet og krydser Istedgade undervejs.

## Historie
Oprindeligt var det blot en enkel sti, der førte ned til stranden ved Kalveboderne. Her lå en badeanstalt, og vejen fik derfor navnet Vesterbros Badevej. I folkemunde kaldtes den dog “Balladevej”
I 1880'erne blev gaden udvidet og omdøbt 1886 til Knudsgade, i forvejen lå i nærheden Svendsgade og Valdemarsgade.
Gaden blev kendt for sine bordeller, og da de i 1906 blev afskaffet ved lov, bad gadens beboere om at den måtte få et andet navn, for at man kunne ”glemme” gadens tvivlsomme renommé. Derfor blev gaden 1907 omdøbt til det nuværende Eskildsgade.
Ved en stavefejl fik den et "d" for meget med i gadenavnet.